# Vogelherd (Hof)

Ansicht von Vogelherd (Vogelherder Straße)

Vogelherd (vielfach auch „Vogelheerd“ geschrieben) ist ein Stadtteil der kreisfreien Stadt Hof in Bayern.

## Lage und Geschichte
Vogelherd liegt im Nordwesten von Hof, begrenzt von der Bundesstraße 173 im Norden und Osten, dem Leitenbach im Süden und der Stadtgrenze zu Köditz im Westen. Der Stadtteil ist überwiegend mit Ein- und Zweifamilienhäusern bebaut. Im Gebiet befinden sich auch die Siedlungshäuser der Siedlergemeinschaft Quetschen. Neben älterer Bebauung aus den 1920er Jahren gibt es moderne Wohnhäuser.

## Öffentliche Einrichtungen und Verkehr
Die Hofecker Grund- und Mittelschule gehört heute zum Stadtteil Vogelherd. In der Hofecker Schule ist eine Zweigstelle der Hofer Stadtbücherei untergebracht.
Der Stadtteil wird von der Buslinie 2 bedient.
Bis in die 1970er Jahre gab es einen Bahnhalt an der Bahnstrecke nach Bad Steben.
Die Bahn gab bei der Vorstellung des Bahnhofs Hof Mitte bekannt, womöglich weitere Bahnhalte einzuführen.

## Geschichte
Im Jahr 1871 war der Weiler Vogelherd eine von drei Ortschaften der unmittelbaren Stadt Hof, neben der Stadt Hof und dem Weiler Neuhof. Damals lebten 94 Einwohner im Ort.
Bei der Volkszählung 1987 wurde der Ort als Weiler eingestuft, mit elf Wohnungen in sieben Wohngebäuden und 25 Einwohnern.

## Bildgalerie

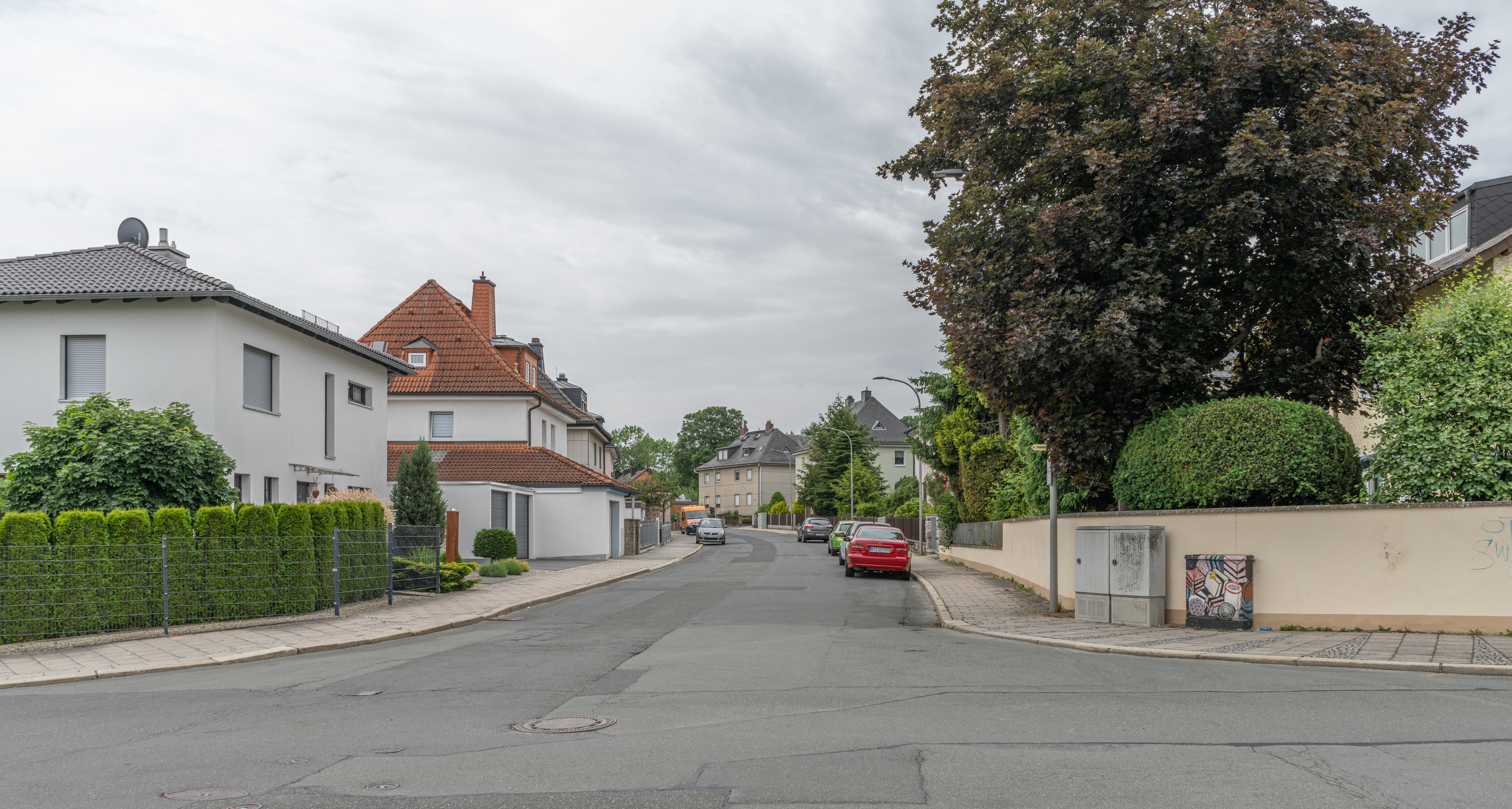
Lutherstraße
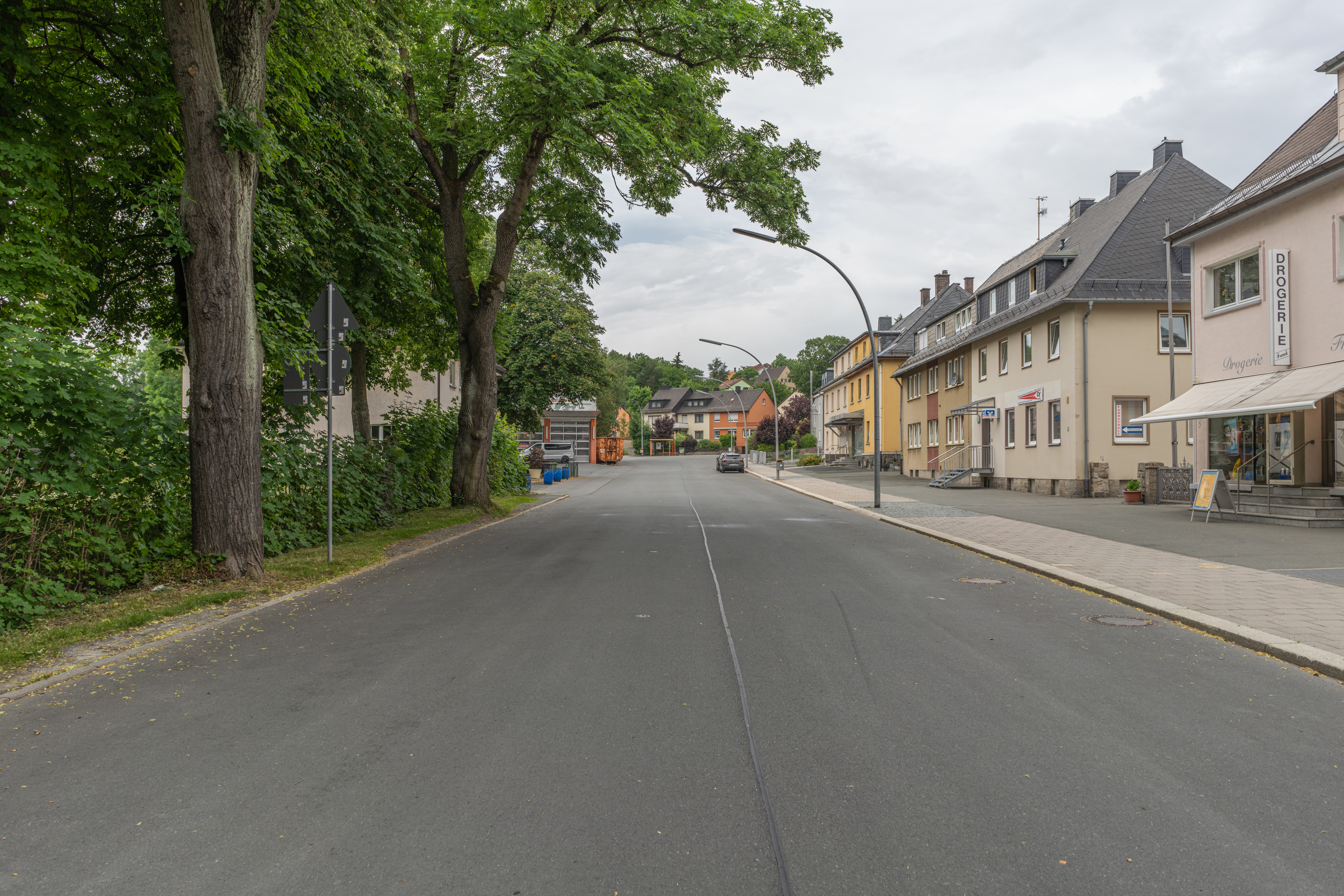
Quetschenweg nach Westen
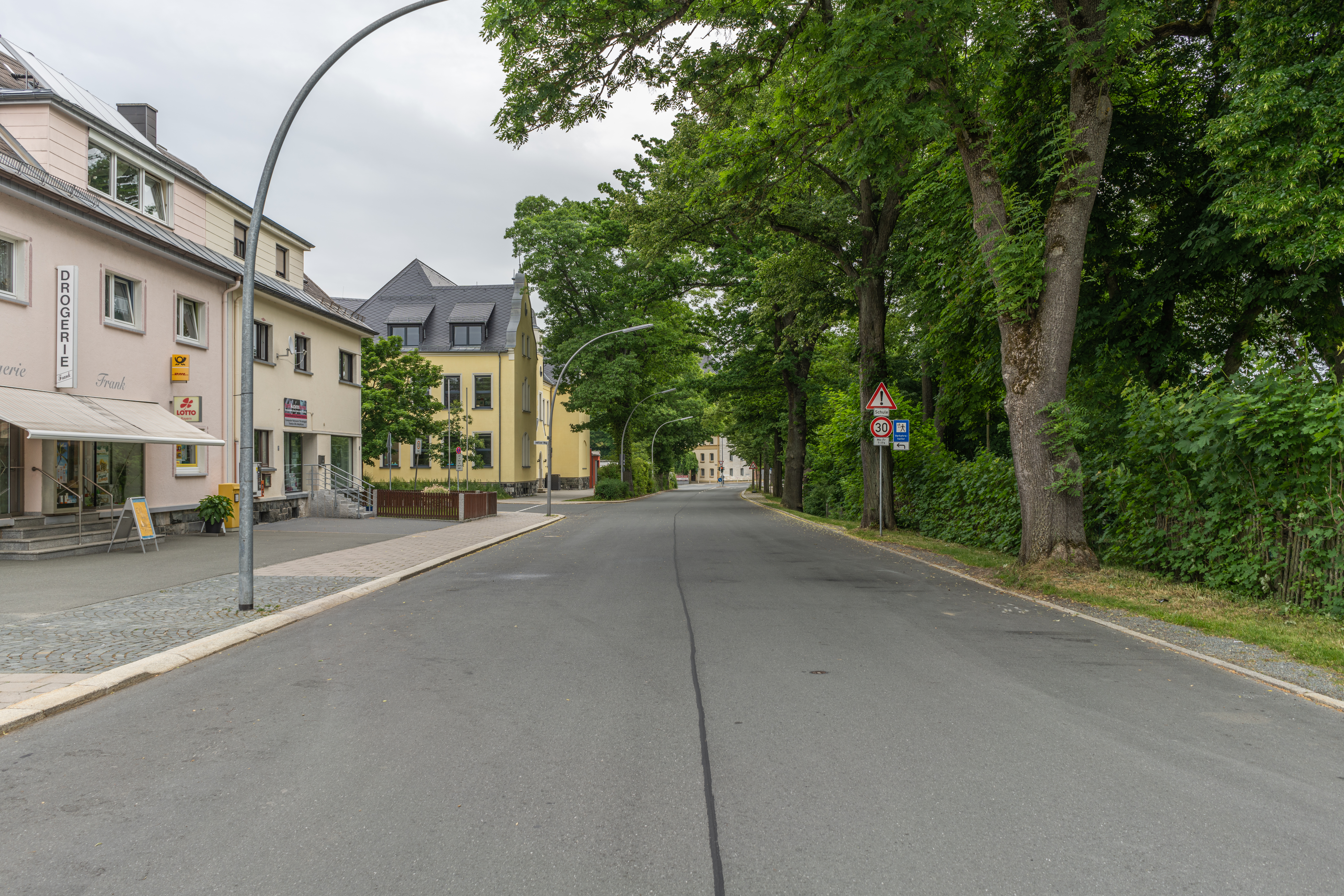
Quetschenweg nach Osten
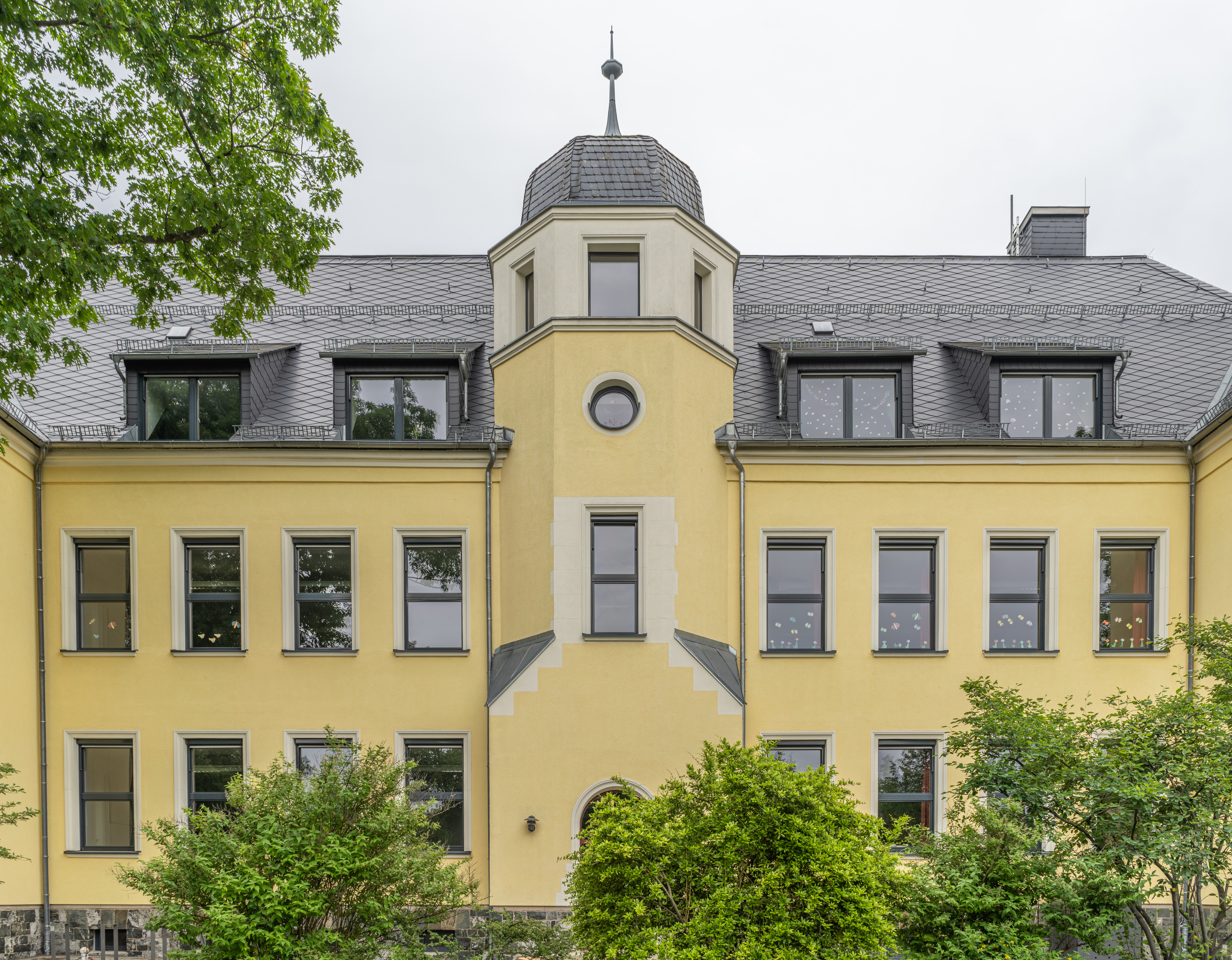
Hofecker Grundschule
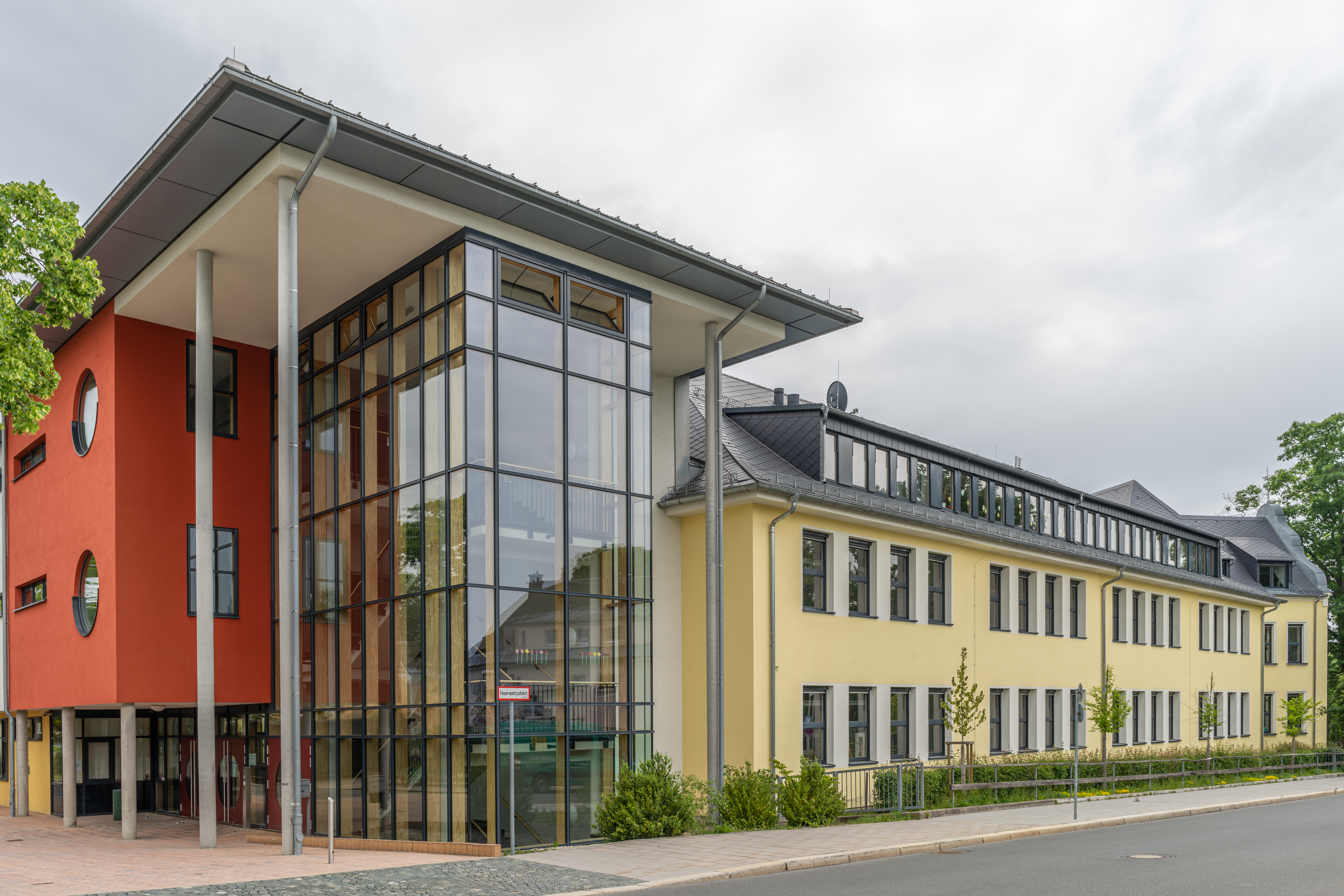
Hofecker Mittelschule